# Barranc de les Corts
El Barranc de les Corts és un dels barrancs de l'antic terme de Sapeira, actualment inclòs en el terme municipal de Tremp, al Pallars Jussà. És afluent de la Noguera Ribagorçana.
Es forma al Pas de Savina, per la unió de diverses llaus de muntanya, entre les quals la llau de la Tremolor, a 1.082 m. alt. Des d'aquell lloc davalla cap al sud-oest, en una vall tancada i profunda, emmarcada a llevant per les muntanyes del Tossal Ras i del Morral de Penafel, i a ponent pel Morral del Pas de Soler i la Morrera del Pas de Savina.
El final del seu recorregut és el moment que s'ajunta amb el barranc del Bosc i entre tots dos formen el barranc d'Espills.